# Voluta virescens
Voluta virescens, tên tiếng Anh: Green music volute, là một loài ốc biển cỡ trung bình, là động vật thân mềm chân bụng sống ở biển trong họ Volutidae, họ ốc dừa.

## Shell description
The maximum reported shell length for this species is 114 mm.

## Phụ loài
Voluta virescens có các phân loài sau:
- Voluta virescens lindae (Petuch, 1987)
- Voluta virescens virescens Lightfoot, 1786

## Hình ảnh

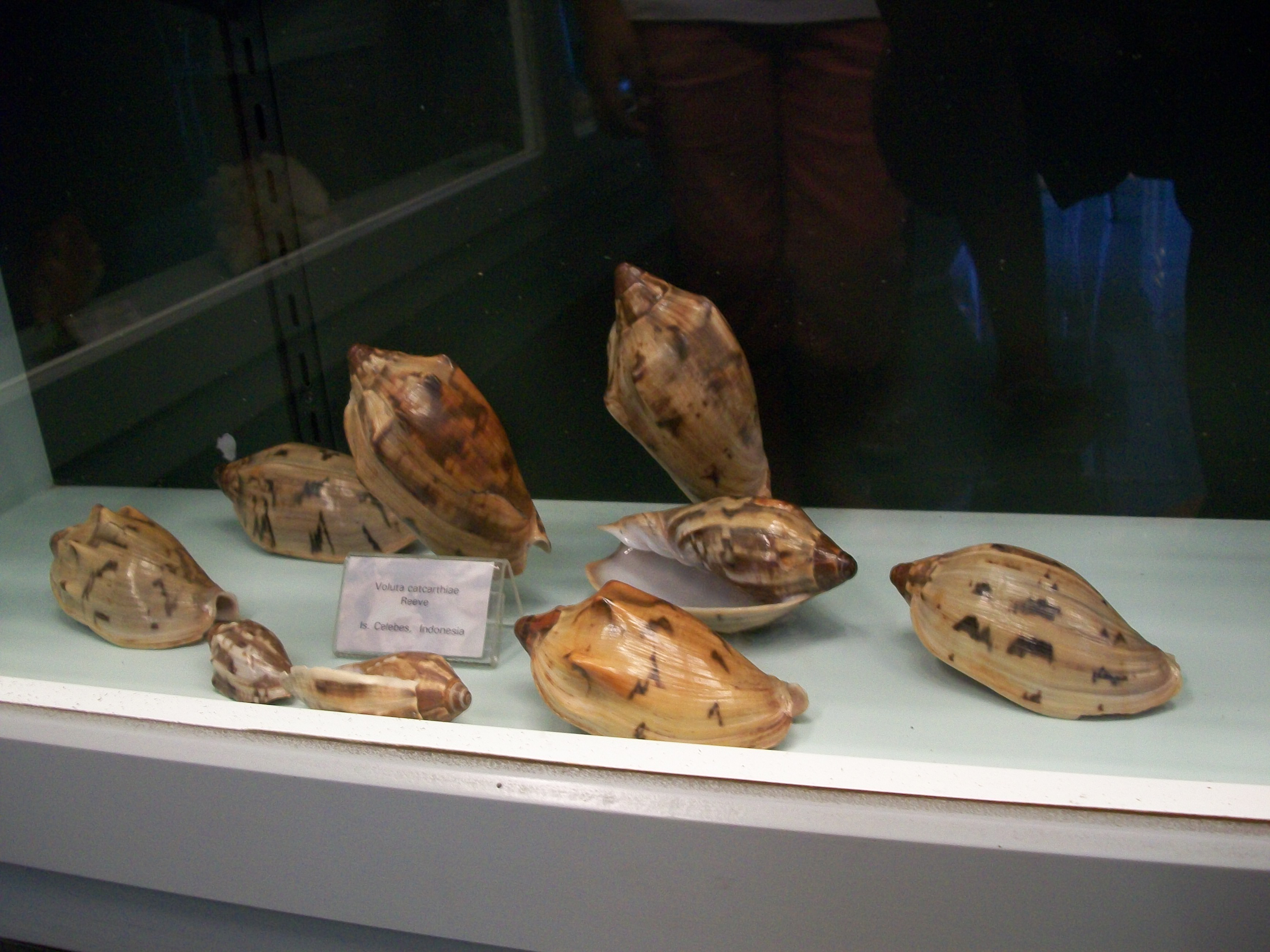
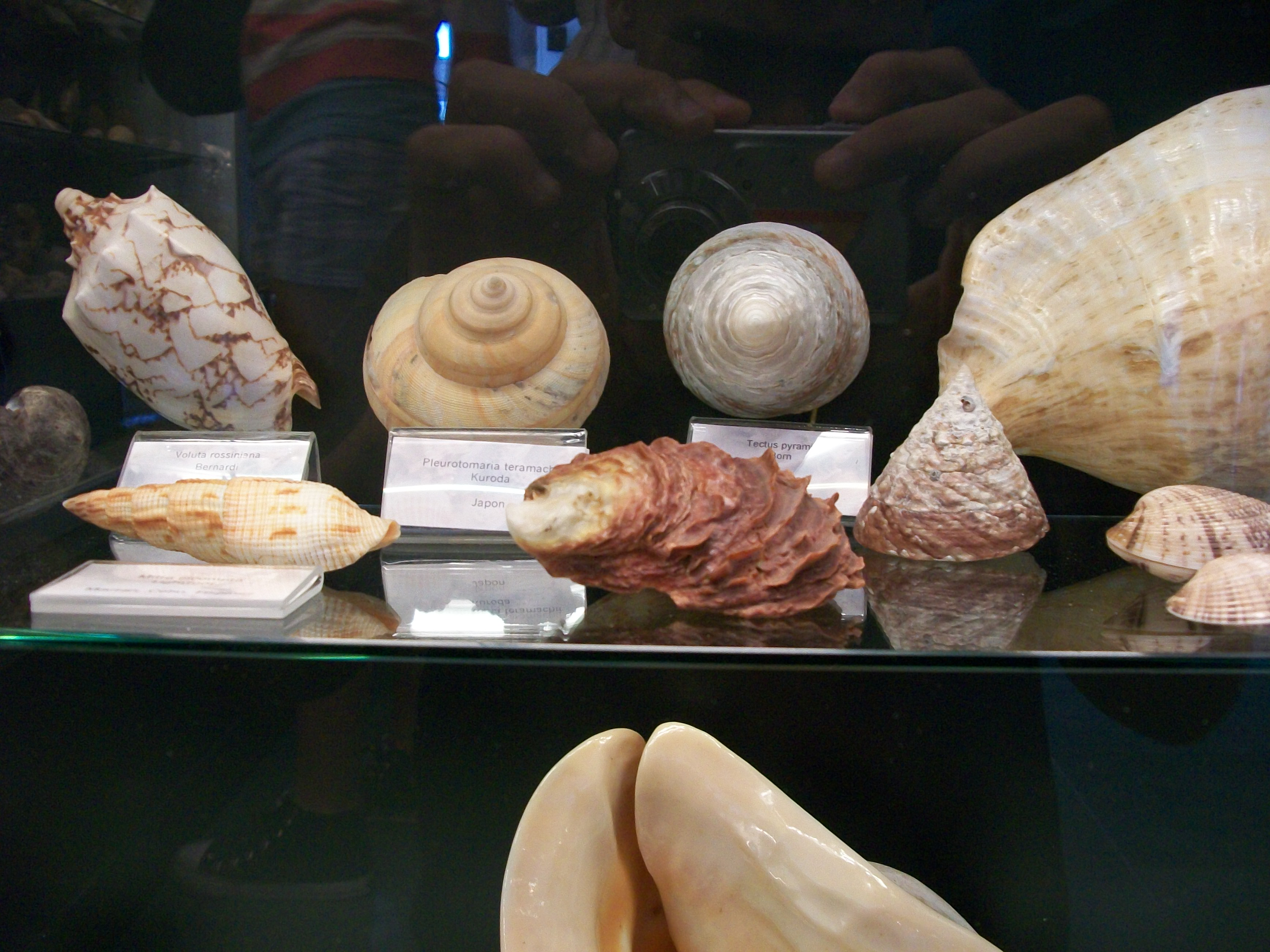
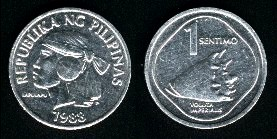
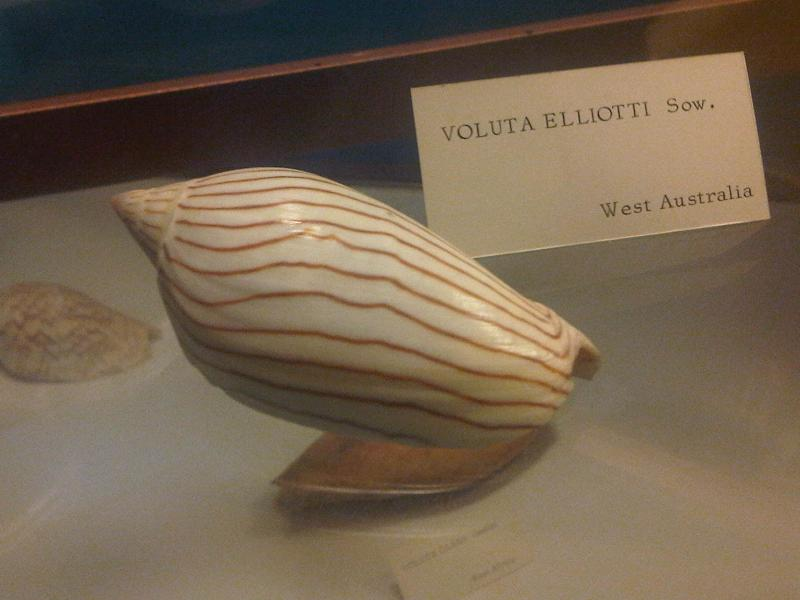